# بالدوین پنجم، کنت انو
بالدوین پنجم، کنت انو (انگلیسی: Baldwin V, Count of Hainaut؛ ۱۱۵۰ – ۱۷ دسامبر ۱۱۹۵)، کنت انو از سال ۱۱۷۱ تا ۱۱۹۵ و مارگراف نامور از سال ۱۱۸۹ تا ۱۱۹۵ و کنت فلاندر از سال ۱۱۹۱ تا ۱۱۹۵ میلادی بود. پسر وی بالدوین طی جنگ صلیبی چهارم توانست به عنوان امپراتور لاتین قسطنطنیه انتخاب شود.